# Hajasoa Vololona Picard
Hajasoa Vololona Picard Ravololo (sinh năm 1956) là một học giả, chính trị gia và nhà văn người Pháp gốc Malagasy. Kể từ khi có được quốc tịch Pháp năm 1982, bà đã giữ một số chức vụ văn hóa và chính trị tại La Réunion. Các tác phẩm của bà bao gồm các bài tiểu luận, tác phẩm hư cấu và thơ.

## Tiểu sử
Sinh ngày 17 tháng 4 năm 1956 tại Antananarivo, Madagascar, bà là con gái của cha mẹ Malagasy, người đã chiến đấu cho độc lập vào cuối những năm 1950. Sau khi vượt qua bằng tú tài năm 1973, bà giành được diplome d'Etudes Universitaires Generales và một mức độ trong văn học hiện đại, dẫn đến một tiến sĩ trong ngôn ngữ học tại Đại học Paris-Sorbonne vào năm 1981. Sau đó bà nhận được mức độ giảng dạy CAPES trong văn học từ Réunion Học viện.
Đầu những năm 1980, bà giảng dạy tại Đại học Antananarivo trước khi chuyển đến Réunion để giảng dạy tại Đại học La Réunion. Ở đó, bà tham gia vào chính trị, đầu tiên là thư ký của Đảng Xã hội, sau đó ở bộ thể thao và văn hóa.
Tuyển tập thơ của Picard, De Jaspe et de sang, được xuất bản năm 1998. Tác phẩm thể hiện những khó khăn mà bà đã trải qua khi đối mặt với một thế giới bất công trong khi tiết lộ sự gắn bó của mình với Madagascar quê hương. Viết bằng Le Soir, Pierre Maury nhận xét về cách bà được truyền cảm hứng từ quê hương, bình luận về phong cảnh và nghi thức của nó trong khi gợi lên cách người chết được cử hành trong cuộc sống hàng năm của xương. "Vieille chanson d'Imerina" của mình, dựa trên truyền thống Malagasy hainteny hình thức thơ, là một ví dụ về cách ngôn ngữ Tây Ban Nha cũng đã gây ảnh hưởng đến thơ của bà.
Kể từ năm 2013, Picard là trưởng phòng nghiên cứu Malagasy tại Đại học La Réunion, nơi bà thực hiện nghiên cứu ngôn ngữ, chuyên về hình thái học. Vào tháng 11 năm 2013, bà đã trình bày bài báo "Vers une retraduction des Normes de dérivation en langue malgache" tại hội nghị quốc tế Traduction-Trahison. Trên mặt trận chính trị, bà đã từng là phó thị trưởng của Saint-Denis de la Réunion.